# 슈 페이스트리

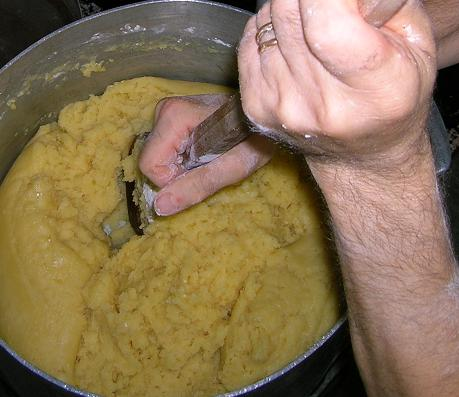
베녜를 만들기 위한 슈 페이스트리 반죽

슈 페이스트리( 영어: choux pastry, 프랑스어: pâte à choux 파테 아 슈[*])는 프로피트롤, 에클레르, 베녜, 크넬, 구제르 등의 페이스트리를 만드는 데 쓰이는 반죽이다. 팽창제 없이 밀가루, 달걀, 버터와 물(과/또는 우유)로만 만들지만, 수분 함량이 높아 익히는 동안 증기 때문에 페이스트리가 부푼다.